# Ніпсі Гассл
Ніпсі Гассл (англ. Nipsey Hussle; справжнє ім'я — Ерніа Джозеф Асґедом, англ. Ermias Joseph Asghedom; 15 серпня 1985 — 31 березня 2019) — американський репер, пісняр, підприємець та громадський активіст із Лос-Анджелеса (Каліфорнія). Свою кар'єру будував на хіп-хоповій сцені Західного узбережжя в середині 2000-х років. Гассл здобув відомість своїми численними мікстейпами, зокрема серією Bullets Ain't Got No Name, The Marathon, The Marathon Continues та Crenshaw, останньої з яких репер Jay-Z придбав 100 копій за 100 доларів кожну. Після певної затримки, в лютому 2018 року вийшов його дебютний альбом Victory Lap, який здобув похвальні відгуки критиків і комерційний успіх, а також був номінований на звання Найкращого реп-альбому на 61-шій щорічній церемонії Ґреммі 2019 року.
31 березня 2019 року Ніпсі Гассла було застрелено біля його магазину, Marathon Clothing, у Південному Лос-Анджелесі. 2 квітня 2019 року було заарештовано за підозрою у вбивстві Еріка Голдера, 29-річного чоловіка, який мав конфлікт із Гасслом за день його вбивства.